# Kościół św. Leonarda w Lubiniu
Kościół świętego Leonarda w Lubiniu – rzymskokatolicki kościół filialny należący do parafii Narodzenia Najświętszej Maryi Panny w Lubiniu (dekanat krzywiński archidiecezji poznańskiej). 

## Historia i architektura
Niewielka romańska świątynia – do której nawy przylegało kwadratowe prezbiterium z półkolistą absydą – wybudowana została na początku XIII wieku i ufundowana przez miejscowy klasztor benedyktynów. W latach 1549–56 kościół został przebudowany w stylu gotyckim z inicjatywy opata Pawła Chojnackiego. Podwyższona wtedy została dotychczasowa budowla oraz dobudowana została od strony zachodniej nowa nawa. Romańskie partie murów wykonane są z ciosów granitowych, gotyckie – z cegły, detale (fryz podokapowy, obramienia okien, portal, łuki tęczowy i apsydialny oraz obramienia sediliów) - z elementów ceramicznych. Zachodni manierystyczny szczyt gotyckiej nawy został zbudowany pod koniec XVI lub na początku XVII wieku; wschodni szczyt nadbudowanego prezbiterium reprezentuje styl gotycko-renesansowy. Prezbiterium nakryte jest sklepieniem krzyżowym z 1. połowy XIII wieku, nawy przykrywają stropy.